# دافي دافيسون
دافي دافيسون (بالإنجليزية: Davey Davison)‏ هي ممثلة أمريكية، ولدت في 19 مايو 1943 في نورفولك في الولايات المتحدة.

## وصلات خارجية
- دافي دافيسون على موقع IMDb (الإنجليزية)
- دافي دافيسون على موقع قاعدة بيانات الفيلم (الإنجليزية)